# なるみゆう
なるみゆう（旧名：鳴海 ゆう）は、日本のグラフィッカー・原画家・イラストレーター、同人作家。岐阜県出身。
『ぶんぶく堂』という名前の同人サークルを主宰している。
2019年8月31日、ペンネームを「鳴海ゆう」から「なるみゆう」に改名した。
2021年2月10日から自作のモデルでバーチャルYouTuber活動を開始した。
永遠の23歳

## 主な作品

### 原画
アダルトゲーム
- 2005年11月25日 プリンセス小夜曲（すたじお緑茶、SDキャラ）[1]
- 2008年4月25日 11eyes -罪と罰と贖いの少女- (Lass)[4]
- 2010年4月29日 色に出でにけり わが恋は（ういんどみる）[5]
- 2011年3月31日 鬼ごっこ! (ALcot)[6]
- 2011年4月15日 11eyes -Resona Forma- (Lass)[7]
- 2011年9月30日 鬼ごっこ！ファンディスク (ALcot)[8]
- 2012年5月25日 神がかりクロスハート!（ういんどみる）[9]
- 2012年8月31日 中の人などいない! トーキョー・ヒーロー・プロジェクト (ALcot)[10]
- 2014年3月28日 Clover Day's (ALcot)[11]
- 2015年6月26日 LOVEREC. (ALcot)[12]
- 2015年11月27日 マジカル☆ディアーズ (Navel honeybell)[13]
- 2016年1月29日 LOVEREC. －ミニシアターズ－ (ALcot)[14]
- 2016年12月22日 初恋サンカイメ（ういんどみる）[15]
- 2017年1月27日 彼女と俺の恋愛日常（Parasol）[16]
- 2018年5月25日 約束の夏、まほろばの夢（ういんどみる）[17]

一般ゲーム
- 2009年4月2日 11eyes CrossOver (Xbox 360) (Lass)
- 2010年1月28日 11eyes CrossOver (PSP) (Lass)

### 挿絵
成人向け
- 隣りの5人姉妹。（著：橘真児、出版：フランス書院、美少女文庫、2008年9月発売）ISBN 978-4829658581[18]

一般向け
- ツノありっ！シリーズ（著：阿智太郎、出版：メディアファクトリー、MF文庫J）[19]
- VRMMOで僕の妹と彼女が修羅場ですシリーズ（著：ファースト、出版：双葉社、モンスター文庫）[20]